# Franziskanerkloster Nürnberg

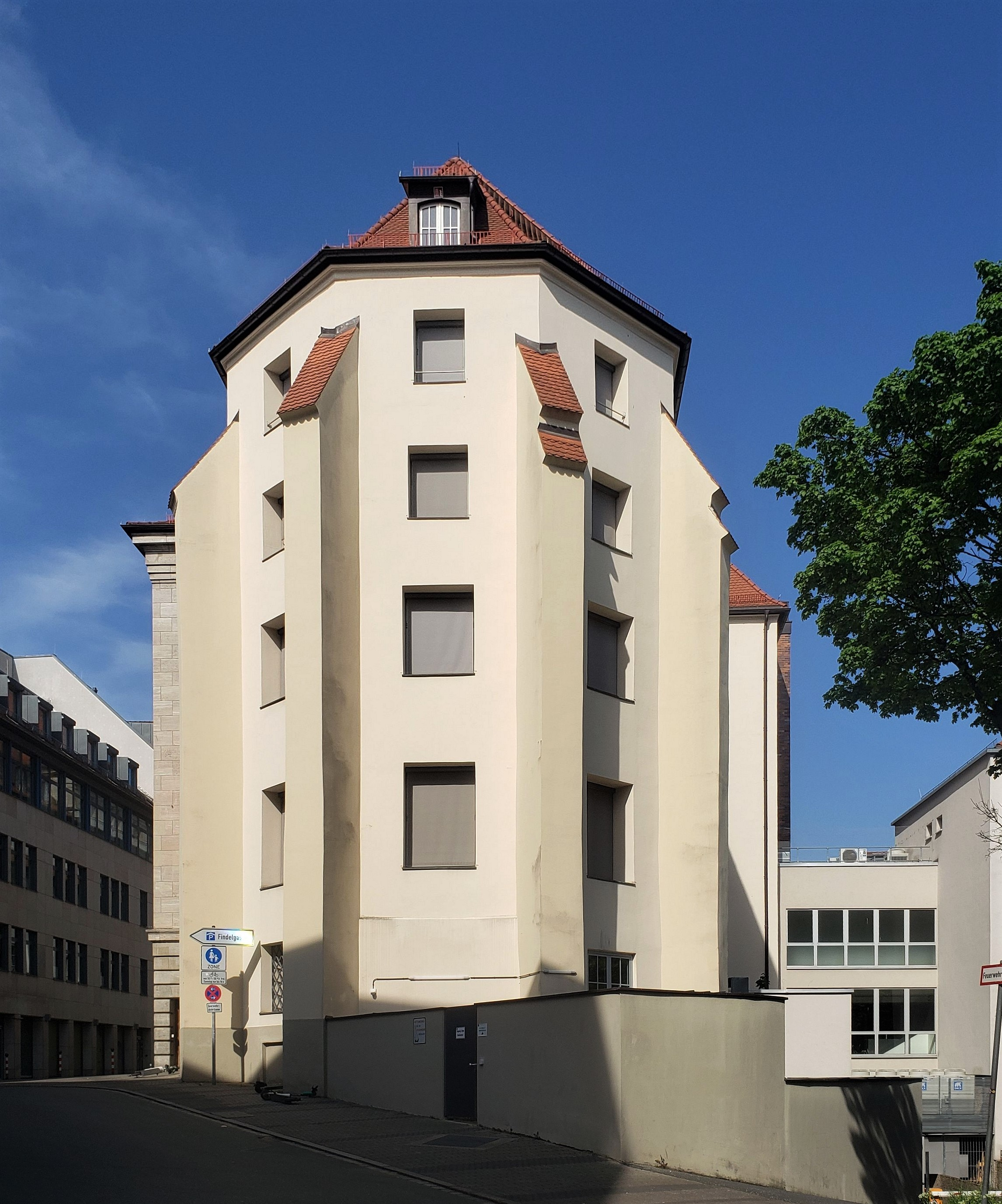
Chorrest der Franziskanerkirche mit Blick von der Findelgasse

Das Nürnberger Franziskanerkloster war ein Kloster der Franziskaner in der bayerischen Diözese Bamberg.

## Geschichte

### Franziskanerkloster

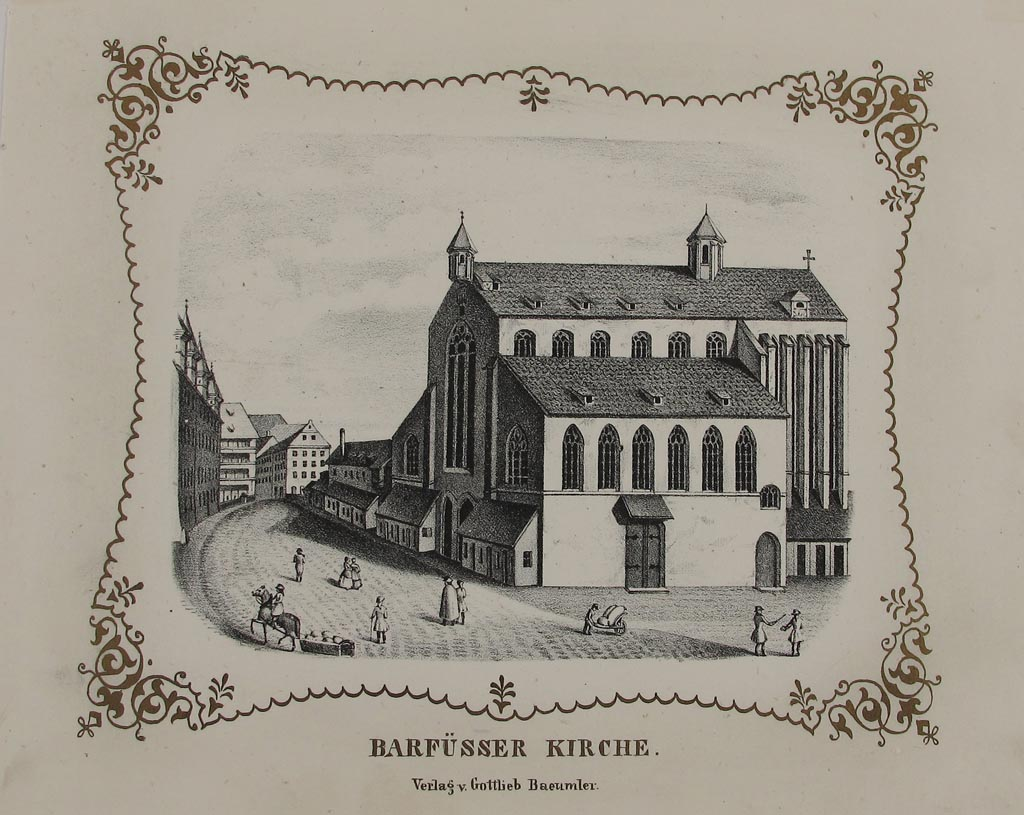
Barfüßerkirch Nürnberg (Stich aus der Serie „Alt-Nürnberg“, 1846)

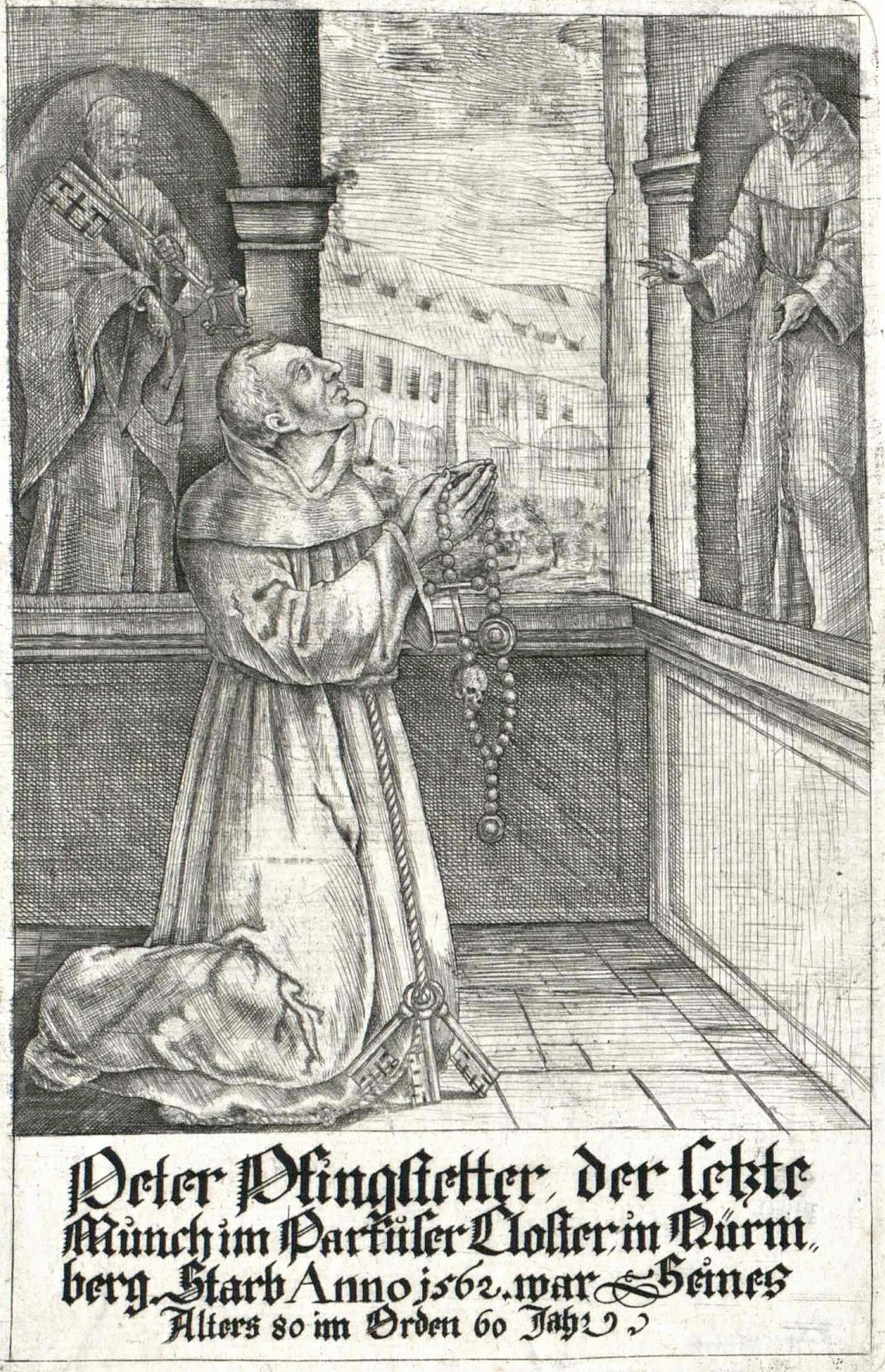
Peter Pfingstetter (1482–1562), der letzte Franziskaner von Nürnberg

Das Kloster des 1210 in Italien gegründeten Franziskanerordens (auch Barfüßerkloster genannt) bei der St.-Pauls-Kapelle an der Pegnitz nahe der Lorenzkirche wurde 1224 durch die Burggrafen von Nürnberg zusammen mit dem Patrizier Konrad Waldstromer und anderen gegründet und vomBamberger Franziskanerkloster aus besiedelt. 1256 wurde mit dem Bau der Kirche begonnen. Der Eichstätter Bischof Hildebrand von Möhren förderte den Bau mit der Gewährung eines Ablasses.
Gefördert wurde der Orden in der Stadt von Patrizierfamilien und den Burggrafen. In der Zeit von 1228 bis 1501 wurden mehr als 350 Nürnberger Patrizier in der Kirche und im Kloster bestattet. Der Totenkalender, heute in der Staatsbibliothek Bamberg, überliefert die Namen von Konrad Waldstromer (gest. 1266), Angehörigen der Familien Groß, Ebner, Pfinzing, Nützel, Haller und Pirkheimer. Dr. Johannes Pirckheimer, Vater von Willibald und Caritas, zog sich nach seiner Priesterweihe hierher zurück, er starb am 3. Mai 1501.
Innerhalb der Straßburger Ordensprovinz gehörte das Kloster zur bayerischen Kustodie und wurde 1447 mit Unterstützung des Patriziats von den größtenteils aus dem Heidelberger Kloster stammenden Observanten übernommen. Für die Observanz nahmen auch die Klosterangehörigen und Beichtväter der Klarissen Heinrich Vigilis († 1499), Stephan Fridolin und Nikolaus Glasberger entschieden Stellung, obwohl deren Geltung auch im Nürnberger Konvent nicht unumstritten und zeitweise außer Kraft gesetzt war.
Während der Amtsperiode von Guardian Georg Büchelbach, einem Förderer von Kunst und Wissenschaft sowie Orgelbauer, entstand in Neustadt an der Aisch das Franziskanerkloster Riedfeld als weitere, von Nürnberg unterstützte, Niederlassung der Straßburger Ordensprovinz.
In der zweiten Hälfte des 15. Jahrhunderts erlebte der Konvent einen bedeutenden Aufschwung des religiösen und wissenschaftlichen Lebens. Der Klosterbruder Nikolaus Glasberger (gest. 1508), der mit Hartmann Schedel und Conrad Celtis in Verbindung stand, verfasste eine ausführliche Chronik des Franziskanerordens sowie eine Genealogie der römischen Kaiser von Karl dem Großen bis zu Maximilian I. Stephan Fridolin, seit 1480 im Nürnberger Kloster, schrieb 1491 sein berühmtestes Werk, den „Schatzbehalter oder Schrein der wahren Reichtümer des Heils und ewiger Seligkeit“ mit Holzschnitten der Werkstatt des Michael Wolgemut und Hans Pleydenwurff. Im Mittelpunkt seiner Verkündigung standen das Leben, Leiden und Sterben Jesu, deren Betrachtung den Menschen zum Heil dienen sollte.
Auf Anordnung des Bamberger Bischofs Anton Rotenhan wurden alle Besitzungen, Renten und Zinsen 1447 an das Heilig-Geist-Spital in Nürnberg übertragen.
Nach dem Nürnberger Religionsgespräch im März 1525, bei dem der Guardian Michael Fries für die katholische Partei auftrat, schlossen sich die Franziskaner nicht der Reformation an. Daher wurden ihnen Predigt und Seelsorge in Nürnberg, auch die Betreuung der Nonnen von St. Klara und die Aufnahme von Novizen untersagt. Dennoch versuchten die zwölf in der Gemeinschaft lebenden Mönche im Jahr 1535 – wenngleich vergeblich – neue Brüder aufzunehmen. Die Kirche wurde 1529 geschlossen, 1541 jeglicher Gottesdienst verboten. Im Jahr 1562 starb der letzte Franziskaner, Peter Pfingststetter im Alter von 80 Jahren und das Kloster ging in den Besitz der Stadt über.
Bereits 1557 zog als neue Nutzung die Mädchen- und 1560 auch die Knabenfindel (Nürnberger Findelhäuser) in die Klostergebäude ein, und 1671 wurde ein Frauenzuchthaus angegliedert. Noch im gleichen Jahr brach dort ein verheerender Brand aus, dem die Kirche und ein Teil des Klostergebäudes zum Opfer fielen. Der Wiederaufbau erfolgte 1682–89 in barocker Form unter der Leitung des Almosamtsbaumeisters Johann Trost.
1810 errichtete die Gesellschaft „Museum“ im Kloster ihr Clubhaus; nach ihr wurde die Brücke über die Pegnitz, die bisherige Barfüßerbrücke, in Museumsbrücke umbenannt. 1886 wurde das ehemalige Kloster durch die höhere Mädchenschule genutzt. 1913 erfolgt der Abriss. Erhalten blieben nur der Rest des Chorbaus, ein Joch und der Chorschluss der Franziskanerkirche, durch Einbau von Fenstern und Geschossdecken in das jetzige Bankgebäude integriert.
1910 entstanden in Gibitzenhof ein neues Franziskanerkloster um die Kirche St. Ludwig.

### Franziskanerkirche

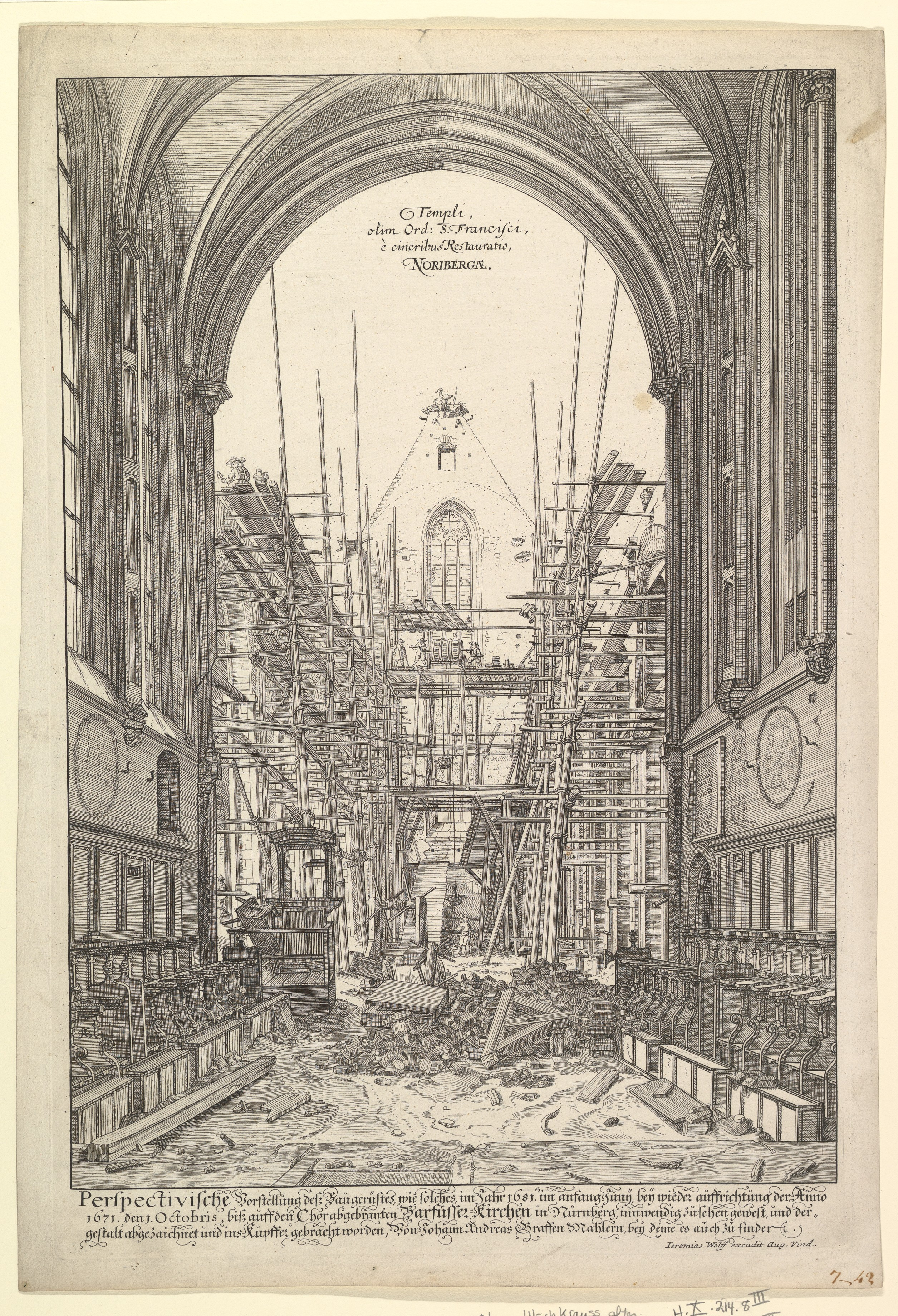
Wiederaufbau der Barfüßerkirche Nürnberg (Johann Ulrich Krauß)

Die Klosterkirche, auch Barfüßerkirche genannt, wurde ursprünglich in Form einer frühgotischen Basilika mit gewölbtem einschiffigen Chor errichtet. Der Bau in der heutigen Königstraße 3 erfolgte wohl ab 1256, die Weihe 1278. Im Jahre 1434 wurde die Kirche nach Umbauarbeiten erneut geweiht.
Ein Jahr nach dem Tod des letzten Franziskaners Pfingststetter wurde die Kirche 1563 wieder geöffnet und für protestantische Gottesdienste genutzt. Der Vernichtung durch den Brand von 1671 folgte 1682–89 der Wiederaufbau in barocker Form.
Um 1797 bestanden Pläne, die Franziskanerkirche in ein Theater umzuwandeln. 1807 wurde sie von den Verwaltern des Königreiches Bayern, den neuen Stadtoberhäuptern, in Privatbesitz verkauft. Viele Kulturgüter der Stadt wurden in dieser Zeit verkauft oder vernichtet, um die Schulden der Stadt abzutragen.
Der neue Eigentümer, Georg Hieronimus Bestelmeier, legte für den Neubau eines Magazins Teile der Kirche nieder. Die restlichen Langhausteile und die anschließenden drei Chorjoche wurden 1913 abgebrochen.
Der Rest des Chorbaus blieb erhalten, wurde durch Einbauten von Fenstern und Geschossdecken verändert und in das heutige Gebäude der Hypo Vereinsbank AG integriert. Von der ehemals umfangreichen Ausstattung (unter anderem zwölf Altäre!) ist lediglich die Grabplatte der Anna Groß († 1294) erhalten und im Germanischen Nationalmuseum zu sehen.
Das Architekturmodell der Kirche von Trost wurde 1998 im Germanischen Nationalmuseum ausgestellt.

## Historische Abbildungen

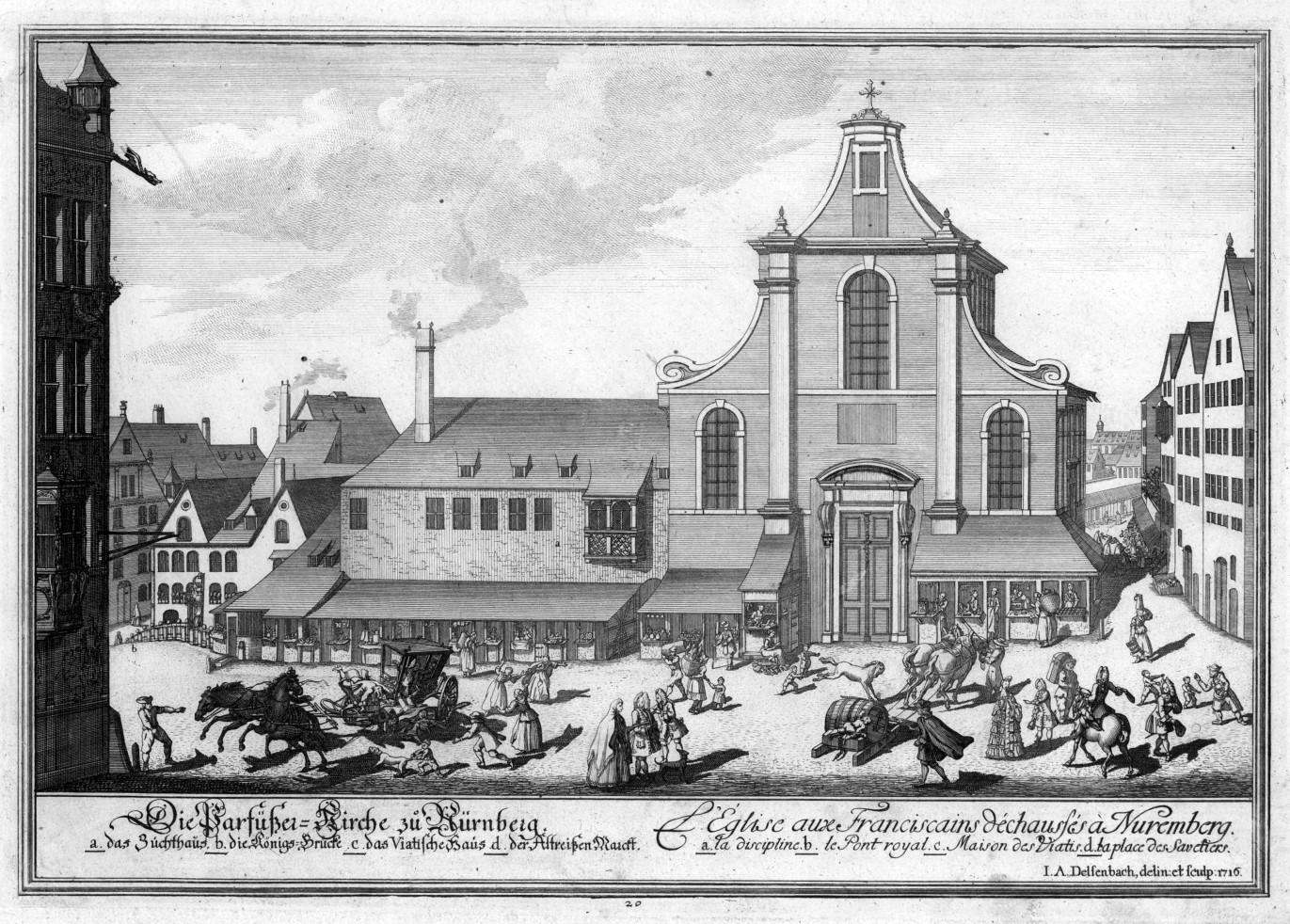
Barfüßerkirche um 1716 von Johann Adam Delsenbach
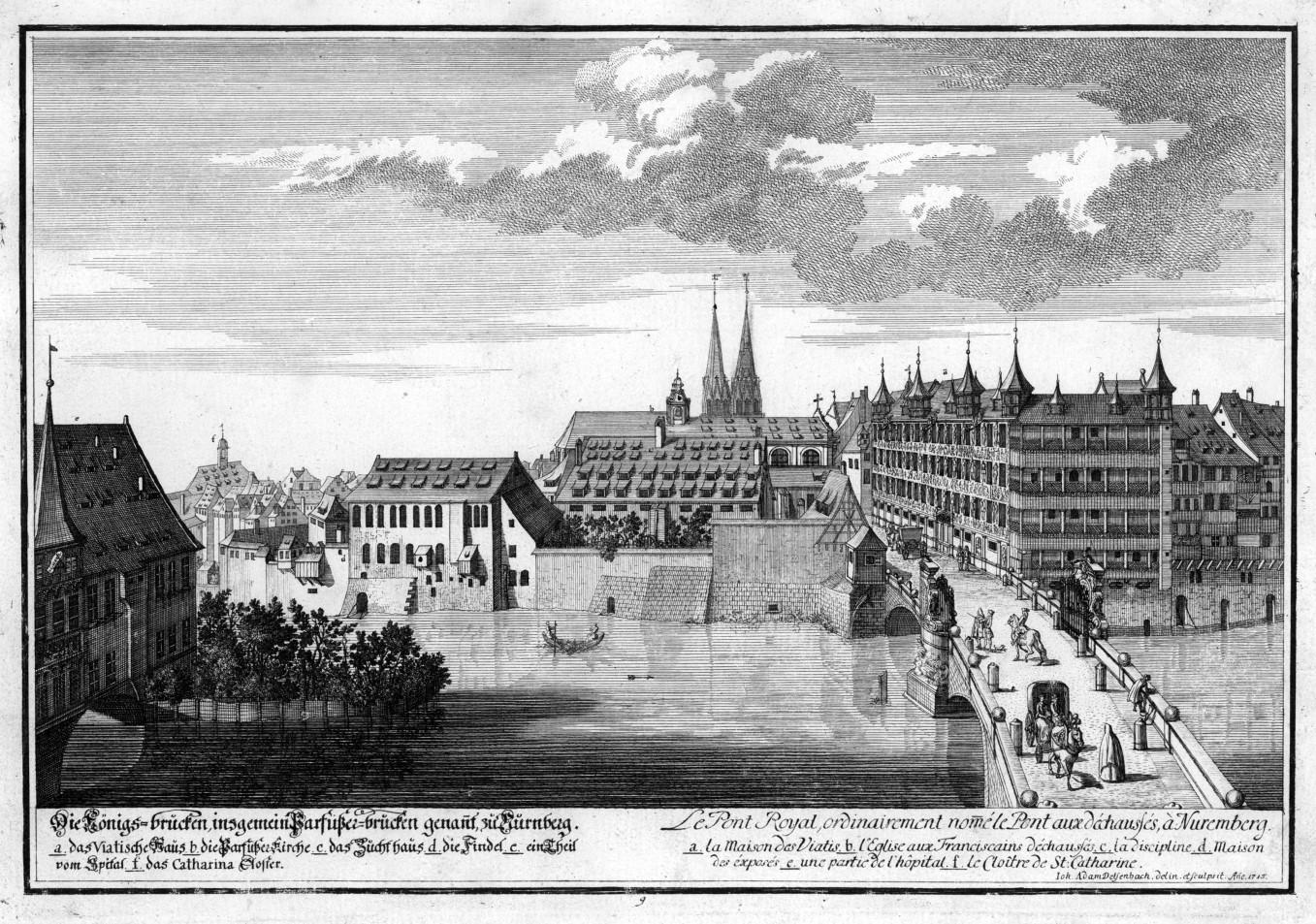
„Die Königsbrücken, insgemein Barfüßerbrücken genannt mit Bafüßerkirche“ 1715  von Delsenbach
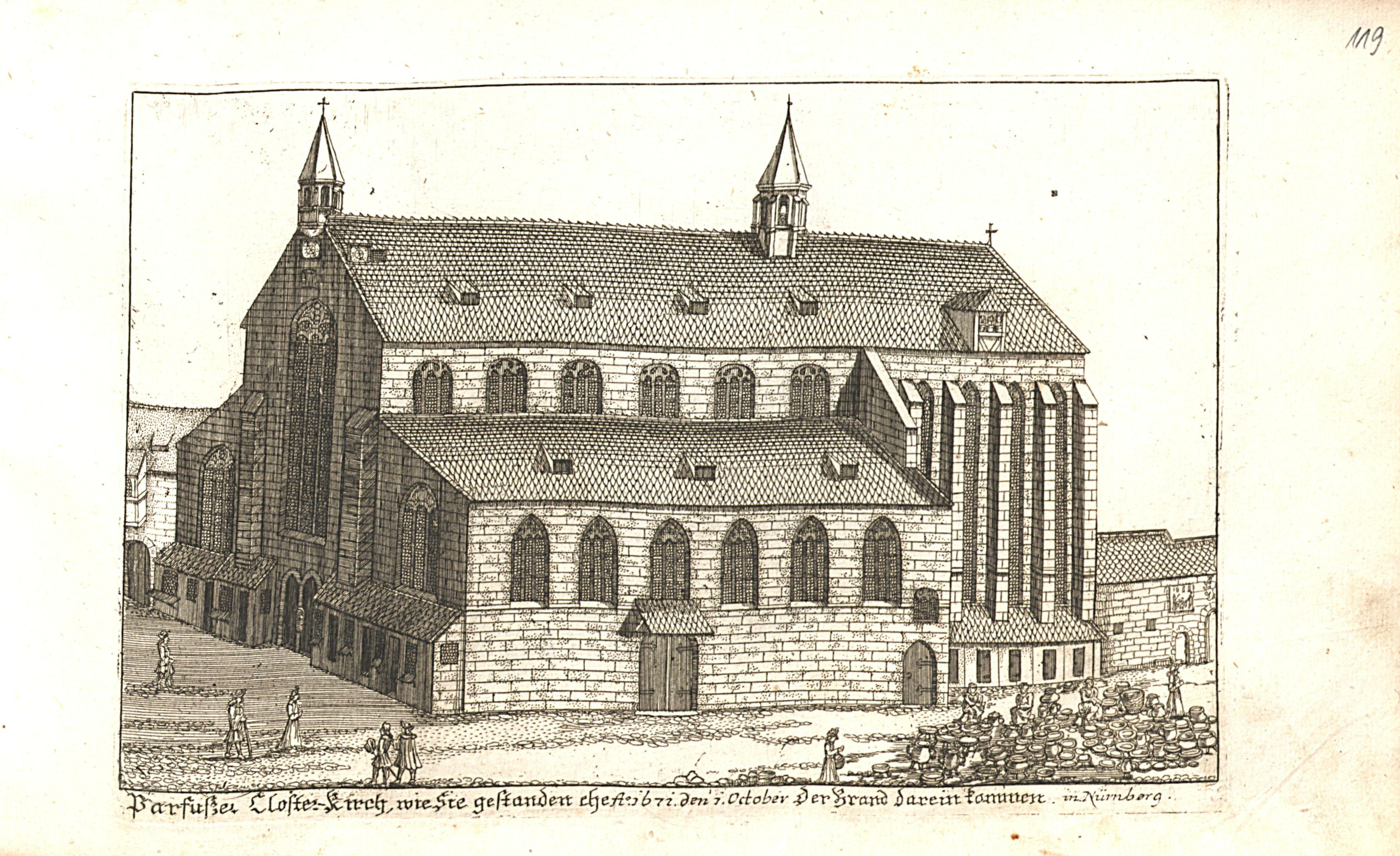
Barfüßer „Closter-Kirch“ von Johann Alexander Böner
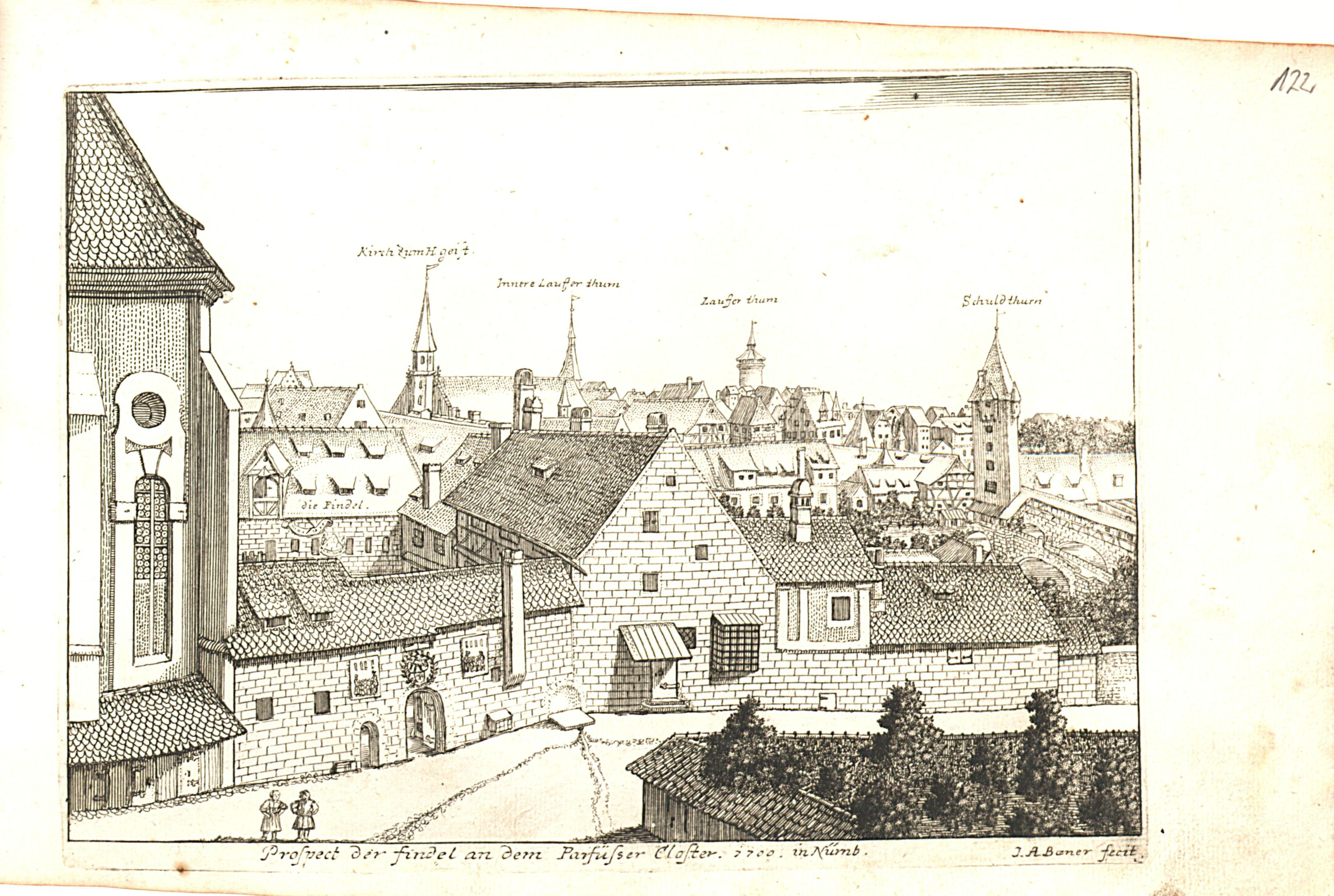
Findel am „Parfüßer Closter“ (Börner)
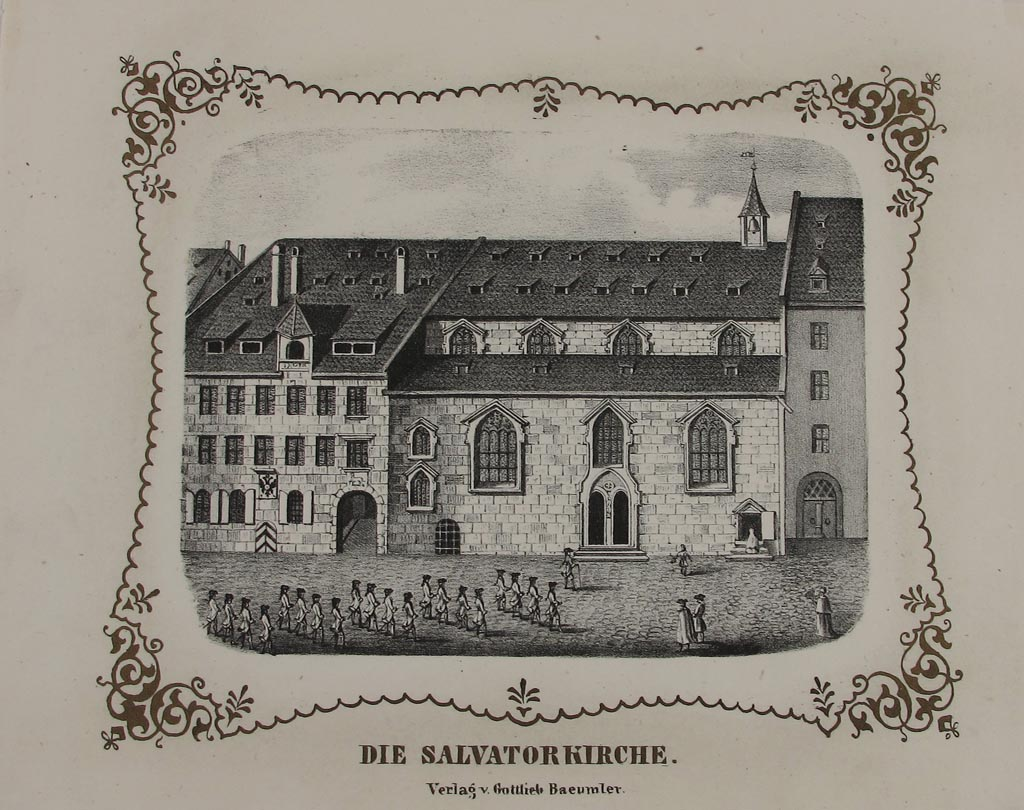
Salvatorkirche Stich bei Gottlieb Bäumler 1846
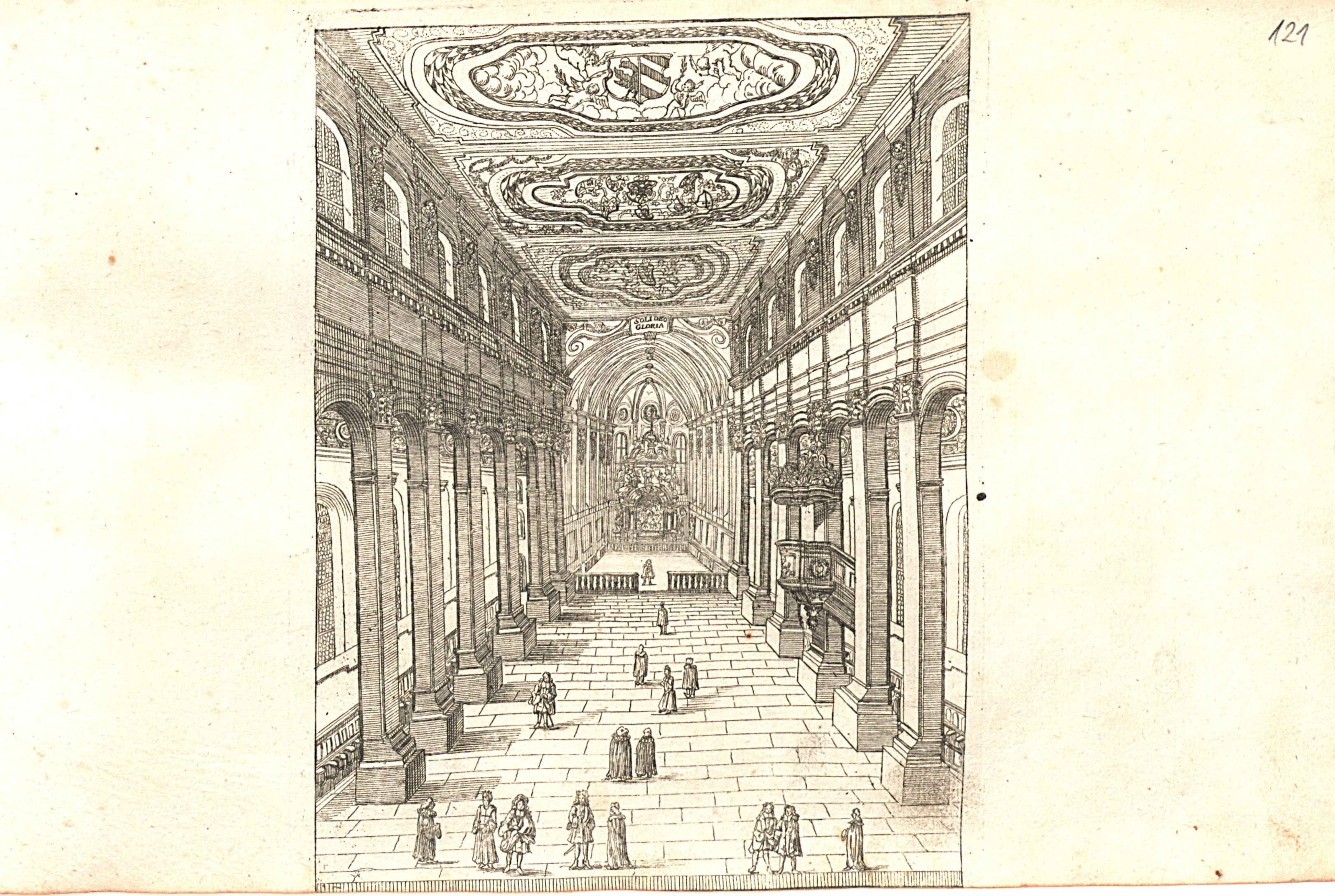
Barfüßerkirche (Innenansicht) von Johann Alexander Böner